# Margarete Luise Schick
Margarete Luise Schick, nata Hamel (Magonza, 26 aprile 1773 – 29 aprile 1810), è stata un soprano tedesca.

## Biografia
Era la figlia del fagottista Johann Nepomuk Hamel (1728-1792), che era al servizio del principe elettore di Magonza Friedrich Karl Joseph von Erthal. Sua madre era Juliana Keller (nata nel 1745).
Il padre promosse i suoi doti naturali per il canto con l'aiuto della cantatrice e maestra di canto Franziska Hellmuth : così andò all'età di 10 anni prendere lezioni presso l'allora famoso direttore d'orchestra e professore di canto Stephani a Würzburg. In questa scuola, il costo della quale aveva preso in carico il principe elettore, Margarete rimase per cinque anni. ella ebbe il suo esordio nel 1788 nella sua città natale sotto la guida di Vincenzo Righini, direttore dell'orchestra della corte negli anni 1788-1793.
Per l'incoronazione dell'imperatore Leopoldo II nel 1790 a Francoforte sul Meno, ella cantò sotto la direzione di Wolfgang Amadeus Mozart. Nel 1791, sposò Ernst Johann Christoph Schick (nato nel 1756 a L'Aia, morto il 10 dicembre 1815 a Berlino), il primo violino della cappella della corte di Magonza, che si è distinto anche come compositore.
Dopo uno spettacolo come artista invitata ad Amburgo, fu scritturata nel 1793 all'Opera della corte reale di Berlino. Margaret Hamel-Schick ebbe successo nelle sue interpretazioni delle opere liriche di Mozart e di Gluck. Fu considerata una delle più importanti cantatrici di lingua tedesca del suo tempo.
Durante le prove di Ifigenia in Aulide nel novembre del 1809, si ammalò gravemente. La causa della malattia era probabilmente un forte raffreddore che a quanto pare non era stato curato correttamente. Nella primavera del 1810 si ammalò di nuovo durante le prove del Te Deum di Rgihini nella cattedrale non riscaldata di Berlino. Ancora una volta, è stata una grave malattia dalla quale sembrava riprendersi, mentre riprendeva rapidamente il suo lavoro. Ma pochi giorni dopo una rottura d'arteria e morì improvvisamente tra le braccia del marito.
Il 3 maggio, fu sepolta nel cimitero in Liesenstraße.

## Interpretazioni
Tra i suoi ruoli più importanti: 
- nel 1797, Mirra nel unterbrochene Opferfest (Il sacrifizio interrotto) di Peter Winter
  - e Antigone nellʾEdipo a Colono di Sacchini;
- nel 1799, il ruolo del titolo nella Didone abbandonata di Niccolò Piccinni;
- nel 1801, Vitellia nel Tito di Mozart;
- nel 1802, la Contessa nelle Nozze di Figaro di Mozart;
- nel 1805, il ruolo del titolo nellʾArmida di Gluck;
- nel 1808 Eurydice nellʾOrfeo ed Euridice di Gluck, 
  - e Malvina nellʾUthal di Méhul.

Furono considerate come espressioni della sua maestria le sue interpretazioni dei ruoli scritti da Bernhard Anselm Weber nel monodramma Hero del 1800 e nel duodrama Sulmalle del 1802.